# Kaikaku

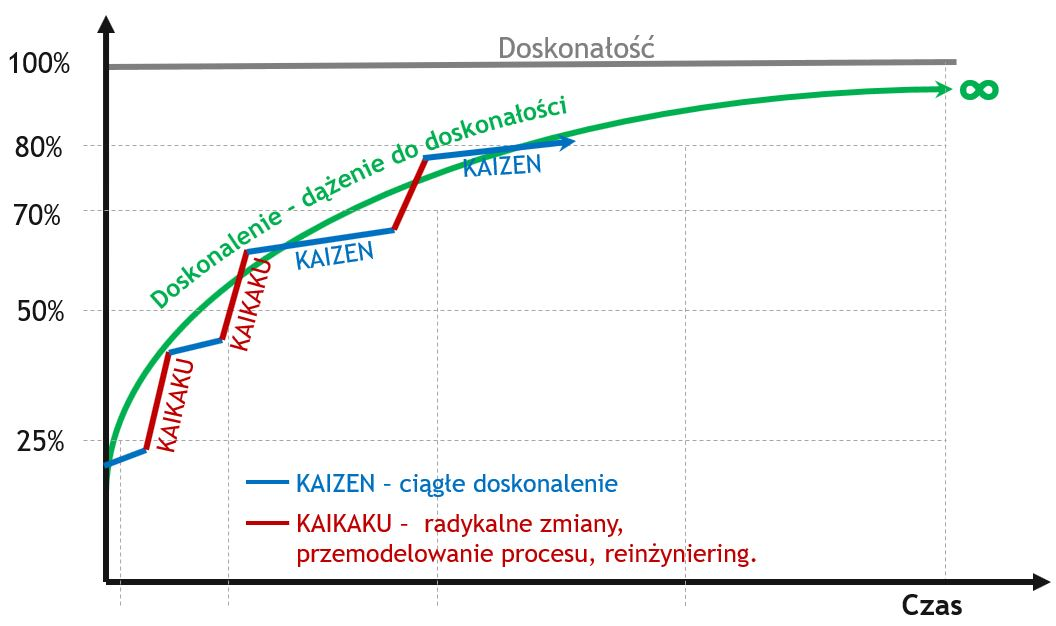
Wykres przedstawiający zastosowanie dwóch koncepcji doskonalenia - Kaizen i Kaikaku

Kaikaku (jap. 改革 - reforma) – koncepcja przeprowadzenia radykalnych zmian w procesach biznesowych przedsiębiorstwa lub wzdłuż strumienia wartości przepływającego przez więcej przedsiębiorstw. Według filozofii lean management Kaikaku i Kaizen powinny wzajemnie się uzupełniać. Podstawowym założeniem Kaizen jest doskonalenie małymi krokami a uzupełnieniem tej filozofii jest wprowadzanie zmian wymagających głębszego przeanalizowania i ponownego ukształtowania procesów. Projekty doskonalące procesy zgodnie z koncepcją Kaikaku wymagają większych nakładów pracy ale nie koniecznie muszą się wiązać z dużymi kosztami (inwestycja w nową technologię, park maszynowy). Koncepcja Kaikaku jest analogiczna do Business Process Reengineering (Reengineering) aczkolwiek źródła powstania, które się przypisuje do obu zagadnień są różne. 
Firmy w których podejmowane są działania doskonalące tylko zgodnie z zasadą Kaizen często spotykają się ze zbyt dużym rozdrobnieniem i rozciągnięciem w czasie zmian, lub całkowite zaniechanie wdrażania usprawnień, które wymagają właśnie bardziej dogłębnych i pracochłonnych zmian.